# Tomba del Guerriero

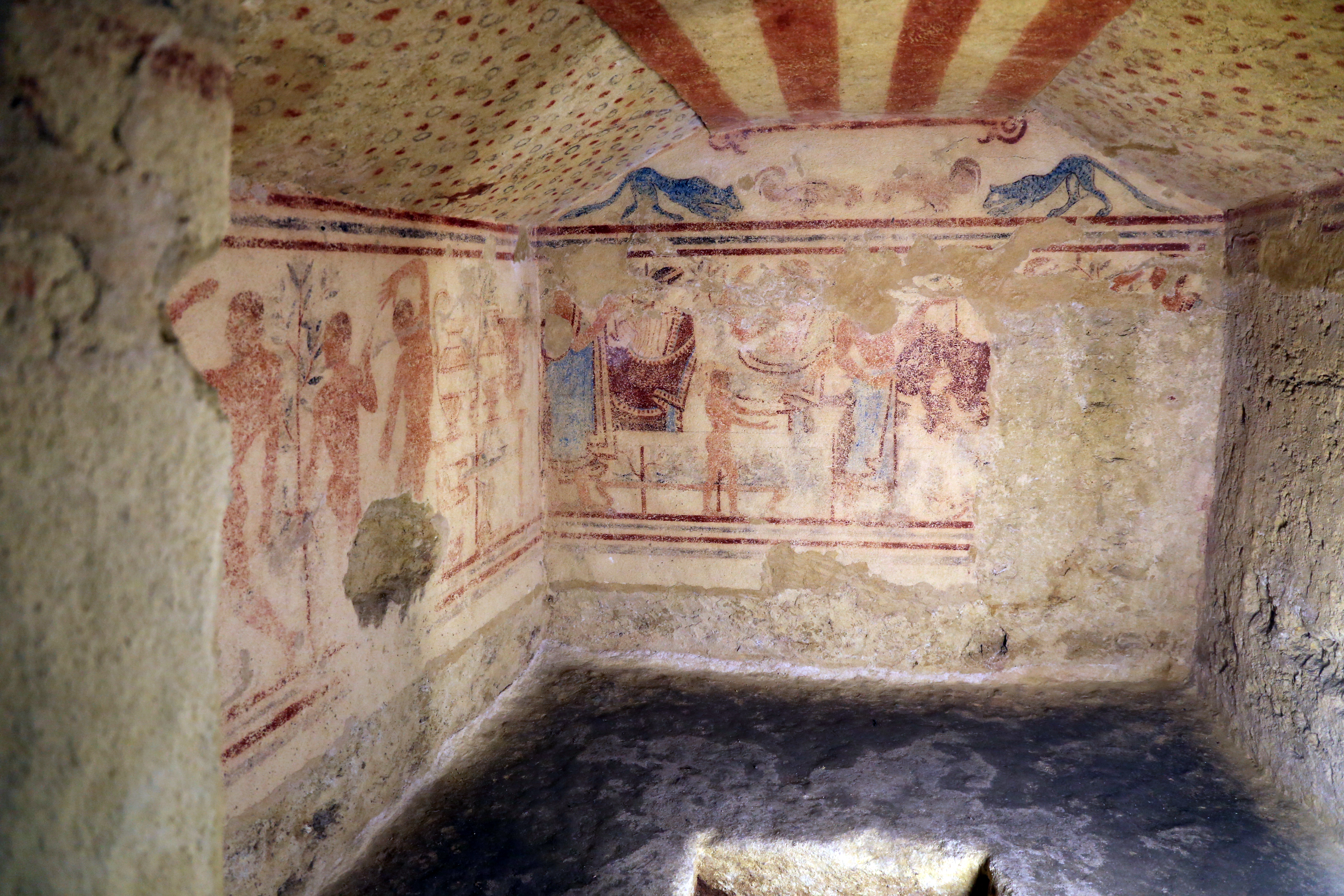
Blick in die Grabkammer

Die Tomba del Guerriero (italienisch Grab des Kriegers) wurde 1961 in der Monterozzi-Nekropole bei Tarquinia gefunden und war beraubt. Sie datiert wahrscheinlich in die zweite Hälfte des vierten Jahrhunderts v. Chr.
Die unterirdische, ausgemalte Grabkammer besteht nur aus einem Raum, der über eine Treppe erreicht wird. An den Wänden befinden sich in den Fels gehauene Bänke. Wandmalereien befinden sich an allen vier Wänden, sind aber nicht besonders gut erhalten. Auf der Rückwand ist ein Gelage dargestellt. Auf zwei Klinen liegen verschiedene Personen. Daneben befinden sich Diener und Musiker. Im Giebel der Wand sind zwei Kampfhähne und zwei blaue Panther dargestellt. Auf der rechten Wand sieht man einen Krieger auf einem Pferd, der dem Grab den Namen gab. Daneben ist ein weiteres Pferd dargestellt. Die ganze Wand ist nicht gut erhalten. Die linke Wand ist dagegen in einem vergleichbar guten Zustand. Ganz rechts sieht man einen Tisch mit Vasen. Es folgen ein Diskuswerfer, ein Speerwerfer, zwei Bäume und dann zwei Boxer. Zwischen den beiden ist ein kleinerer Flötenspieler dargestellt. Ein zweiter Flötenspieler ist am linken Ende der Wand gemalt. Auf der Rückwand, wo sich der Eingang zum Grab befindet, sind auf der rechten Seite zwei einen Wagen ziehende Pferde wiedergegeben. Auf einem der Pferde sitzt ein Reiter, im Wagen steht ein Mann. Links von der Tür sieht man einen nackten Krieger. Auch auf den Türlaibungen sind Figuren dargestellt. Rechts sieht man einen Flötenspieler und links eine fast vollkommen zerstörte Gestalt.